# Palma (fregata)
La Palma fu una fregata da 38 cannoni che prestò servizio nella Marina veneziana (1784-1797) e in quella francese (1797-1799).

## Storia
Capostipite della sua classe, la Palma fu una delle prime unità veneziane ad essere costruite con il sistema ad ordinata doppia - di nuova costruzione nella terminologia nautica veneziana. Aveva 13 portelli per i cannoni e secondo l'uso veneziano era classificata come nave di terzo rango. Impostata in Arsenale dal proto dei marangoni Giacomo Giacomazzo nel 1782, fu varata due anni dopo, e di lì a poco entrò in servizio al comando del capitano Leone Papà. Di costruzione simile ad una fregata americana del tempo, era robusta e veloce, progettata per rimanere molto tempo in mare pattugliando le acque per contrastare la pirateria.

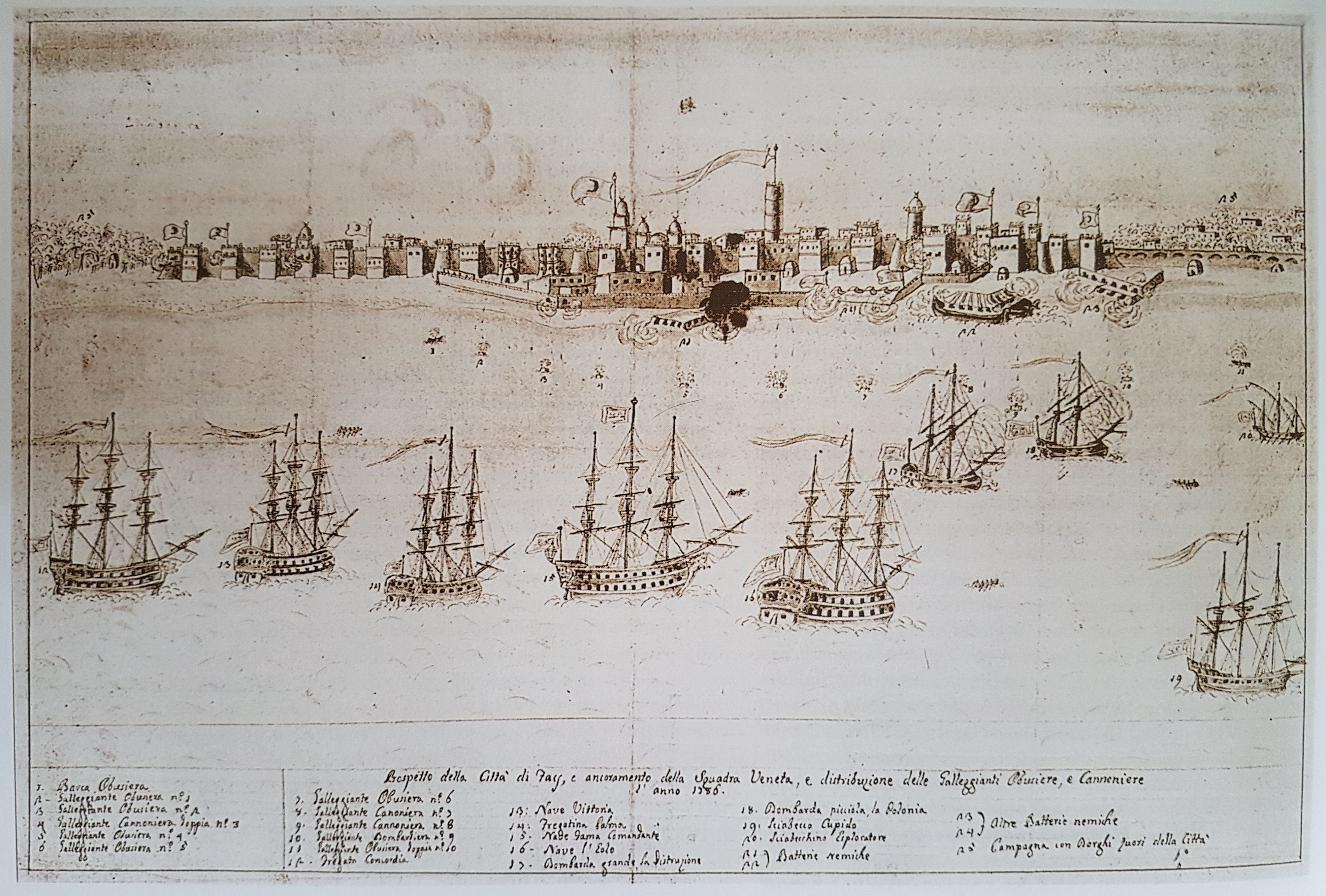
Bombardamento della città di Sfax (Tunisia) operato dalla flotta di Angelo Emo. Stampa settecentesca. La Palma è la terza nave da sinistra.

A seguito dell'incidente che coinvolse la nave veneta Buona Unione, la quale nel 1781 era stata noleggiata da mercanti tunisini e bruciata a Malta perché infettata dalla peste, nonché a causa delle pretese di pagamenti continui da parte dei tunisini perché cessassero la pirateria a danno dei mercantili veneti,  nel 1784 il Senato veneziano dichiarò guerra al Beycato di Tunisi, base dei pirati tunisini. Iniziarono quindi i preparativi per l'allestimento di una flotta, il comando della quale fu affidato al Capitano straordinario delle navi Angelo Emo.
Tra il 1784 e il 1792, oltre alla Palma, la «Veneta Squadra» fu composta dalle navi Fama (ammiraglia), Forza, Vittoria, Eolo, Galatea, Sirena, Concordia, Brillante, Medusa, Pallade, Venere, Cavalier Angelo e altre unità minori, nonché le famose batterie galleggianti per il bombardamento costiero ideate dallo stesso Emo. La flotta salpò dal porto di Malamocco il 21 giugno 1784 alla volta di Corfù e Malta prima, e delle coste della Tunisia poi, che furono bombardate a più riprese.
Nell'ottobre 1784, la Palma era presente nel porto di Trapani assieme ai vascelli Concordia e Forza quando quest'ultimo si arenò su un basso fondale sassoso durante le manovre di ingresso nel porto. Successivamente, era assieme alla squadra di Emo quando questi bombardò Biserta a partire dal 31 luglio 1786. Tra il 1786 e il 1788, la Palma alternò i bombardamenti delle coste tunisine ai pattugliamenti delle acque del Mediterraneo centrale alla caccia dei pirati tunisini. Nel settembre 1792, faceva parte della squadra del vice-ammiraglio Tommaso Condulmer che aveva la propria base operativa nel porto di Cagliari.
Alla caduta della Repubblica di Venezia nel 1797, la Palma si trovava a Corfù quando una squadriglia francese, formata da navi veneziane requisite a Venezia, giunse in porto con l'ordine di requisire tutte le altre navi lì presenti. La Palma entrò quindi nella flotta francese con il nome di Lonato, battaglia del 1796 che vide Bonaparte vittorioso sugli austriaci. Date le cattive condizioni in cui versava, la ex-Palma non fu portata a Tolone assieme alle altre navi veneziane predate dai francesi, bensì rimase nel porto di Corfù dove venne riarmata con cannoni francesi da 8 libbre.
Quando nel 1799 l'ammiraglio russo Fëdor Fëdorovič Ušakov, alla guida di forze russo-turche, strappò le isole Ionie ai francesi, la Palma si trovava semisommersa nel canale di Corfù. I russi decisero la sua demolizione, la quale con tutta probabilità si svolse nell'arsenale di Govino, a 8 km da Corfù.

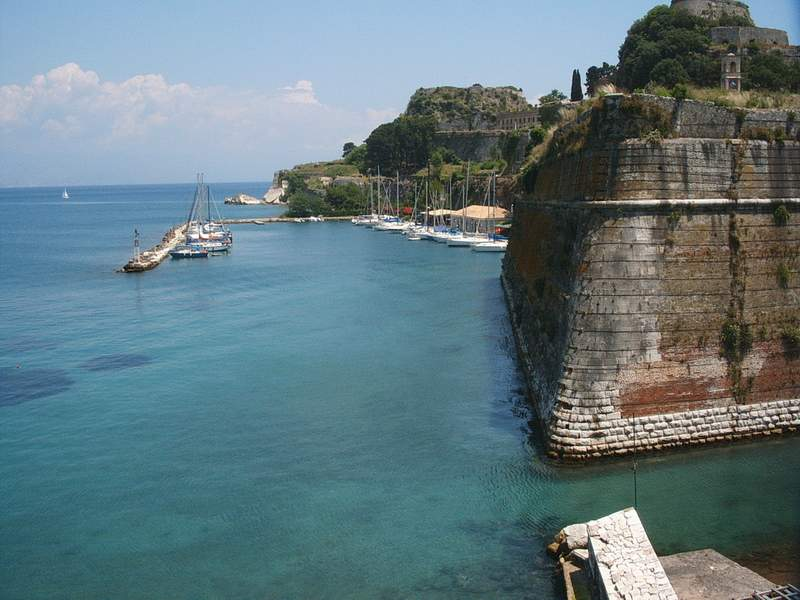
La fortezza veneziana di Corfù con accanto il mandracchio.

### Esplicative
1. ↑  Decreto per la destinazione della Squadra Veneta al Cantone di Tunisi nel Mediterraneo, approvato dal Senato il 6 marzo 1784[5].
2. ↑  Come le bombarde Distruzion e Polonia, gli sciabecchi Annibale, Tritone, Cupido e Nettuno, i brigantini Merope e Giasone, la goletta Cibele, il cutter Enea, la tartana Presa, la galea La Fortuna, e le galeotte Amazzone, Tisiffone, Diana, Aletta, Esploratore, Agile e Azzardo.
3. ↑  Lo scafò si spezzò durante i tentativi di recupero della nave circa un mese dopo[10].

### Fonti
1. 1 2  Ercole, p. 253.
2. 1 2 3  Ibidem
3. ↑  Ivi, p. 191
4. 1 2  Caimmi, pp. 109-127.
5. ↑  Ivi, p. 109
6. ↑  Emo, p. 3.
7. ↑  Emo, op. cit.
8. ↑  Nani Mocenigo, pp. 358-360.
9. ↑  Ercole, p. 196, 252.
10. ↑  Ivi, p. 113
11. ↑  Cau, p. 162.
12. ↑  Caimmi, pp. 114-127.
13. ↑  Cau, p. 176.